# متشریژ
متشریژ (به چکی: Mečeříž) یک منطقهٔ مسکونی در جمهوری چک است که در ناحیه ملادا بولسلاو واقع شده‌است. متشریژ ۷٫۰۶ کیلومتر مربع مساحت و ۴۴۶ نفر جمعیت دارد و ۲۹۰ متر بالاتر از سطح دریا واقع شده‌است.